# Monoblastus ferius
Monoblastus ferius är en stekelart som först beskrevs av Davis 1898.  Monoblastus ferius ingår i släktet Monoblastus och familjen brokparasitsteklar. Utöver nominatformen finns också underarten M. f. rossi.